# Laura Vlasblom
Laura Vlasblom est une chanteuse néerlandaise née le 8 octobre 1968  à Drachten, Pays-Bas. Elle prête sa voix à de nombreux personnages de dessins animés dans les versions néerlandaises dont Ariel (La Petite Sirène), la princesse Jasmine (Aladdin), Wendy (Peter Pan) et Gloria (Madagascar). Elle a participé à l'Eurovision en 1986 en y représentant les Pays-Bas.